# هویت (برنامه تلویزیونی)
هویت یک برنامهٔ تلویزیونی است که در سال ۱۳۷۵ از شبکه یک صدا و سیمای جمهوری اسلامی ایران پخش شد. در این برنامه بسیاری از نویسندگان و روشنفکران مورد انتقادات شدید قرار گرفتند و اعترافات تلویزیونی برخی زندانیان سیاسی که در زندان ضبط شده بود نیز در این برنامه پخش گردید.

## تولیدکنندگان
احمد پورنجاتی که در زمان پخش هویت معاونت سیما را برعهده داشت، هویت را تولید و محصول صداوسیما نمی‌داند بلکه محصول بازار مشترک معرفی می‌کند. بازار مشترکی که به گفته او «بخشی از این بازار مشترک در وزارت اطلاعات بود با محوریت شخص سعید امامی و بخشی دیگر از آن نویسندگان و مسئولان ستون «نیمه پنهان» روزنامه … بودند.» ستون «نیمه پنهان» آن زمان در در روزنامه کیهان نوشته می‌شد.
سعید امامی و حسین شریعتمداری به عنوان تهیه‌کنندگان این برنامه شناخته می‌شوند و هاشمی رفسنجانی به صراحت از شریعتمداری به عنوان تهیه‌کننده اصلی این برنامه نام می‌برد. خبرنگار روزنامه کیهان در سال ۱۳۸۲ مصاحبه‌ای با هاشمی رفسنجانی در مورد هشت سال دوره ریاست جمهوری‌اش انجام داده‌است. در آن مصاحبه با اشاره به برنامهٔ هویت و نقش حسین شریعتمداری گفته می‌شود.

- خبرنگار روزنامه کیهان: ضمناً می‌گویند آقای سحابی از شما قول گرفته‌بود اعترافاتی که کرده، از تلویزیون پخش نشود؛ ولی در برنامهٔ هویت پخش شد. در مورد این دو شبهه توضیح بفرمایید؟
- هاشمی رفسنجانی: اولاً از من قولی نگرفته‌بود. اصلاً از اعترافات ایشان اطلاعی نداشتم که قولی بدهم. آقای سحابی هم رفیق من بود. ما در دوران مبارزه هم پرونده و با هم در زندان بودیم. بعد از پیروزی هم در شورای انقلاب بود. همیشه با هم بودیم و اختلافی نداشتیم. گروهی را هم که وزارت اطلاعات گرفتند، بدون اطلاع من گرفتند. گویا حدود ۹۰ نفر را گرفتند. من اصلاً با اینطور چیزها مخالف بودم. منتها وزارت اطلاعات از این کارها می‌کرد…. برنامهٔ هویت را از تلویزیون دیدیم و اصلاً خبر نداشتیم. شما از آقای شریعتمداری بپرسید که چه کسی به او گفته که آن برنامه را بسازد.

از امیر فرشاد ابراهیمی نیز به عنوان یکی از عوامل تولیدی این برنامه یاد می‌شود. وی در مصاحبه با روزنامه جامعه در مورد چگونگی ساخت این مجموعه پاسخ داد: «ترجیح می‌دهم در این مورد حرفی نزنم»
موسیقی متن این برنامه برگرفته از آلبوم باران عشق از ناصر چشم‌آذر بود.

## در مورد برنامه
برنامهٔ هویت در تابستان و پاییز ۱۳۷۵ به صورت هفتگی پنجشنبه‌ها از شبکهٔ یک صدا و سیمای جمهوری اسلامی پخش گردید. در این برنامه روشنفکرانی چون عبدالحسین زرین‌کوب، هوشنگ گلشیری، داریوش شایگان، محمدعلی اسلامی ندوشن، سید حسین نصر، باقر پرهام، محمود دولت‌آبادی، محمدجعفر محجوب، احمد شاملو، ایرج افشار و بسیاری دیگر به عنوان عنوان تئوریسین‌ها و مجریان تهاجم فرهنگی و شبیخون فرهنگی غربی و خائن به کشور یاد می‌شدند.
اعترافات تلویزیونی که از سعیدی سیرجانی، عزت‌الله سحابی، غلامحسین میرزاصالح در زندان ضبط شده بود نیز در این برنامه پخش و تحلیل‌های مورد نظر مقامات دولتی آن گنجانده می‌شد. عزت‌الله سحابی فیلم‌های گرفته شده را پس از ماه‌ها حبس و شکنجه خود و سایر زندانیان می‌داند.
«عزت‌الله سحابی پس از ماجرای نامه ۹۰ امضایی در سال ۱۳۶۹ و در زمان مسئولیت سعید امامی، معاون با نفوذ علی فلاحیان وزیر وقت اطلاعات، بازداشت و به مدت چند ماه تحت بازجویی‌های سنگین برای “اعتراف کردن» علیه خود و همفکرانش قرار گرفت.»
علی اکبر سعیدی سیرجانی نویسنده و متفکر و یکی دیگر از کسانی است که اعترافات او علیه خود، در برنامه هویت پخش شده‌است. سازمان عفو بین‌الملل در بیانیه‌ای از وضع سلامت و خطر شکنجه او در طول بازداشت، ابراز نگرانی کرده بود و نهایتاً هم مرگ او در زندان «سکته قلبی» عنوان شد. نقل قول زیر از او نیز نشانه دیگری از اعمال فشار برای اخذ اعترافات اجباری تلویزیونی است. سعیدی سیرجانی در بخشی از این فیلم‌ها رندانه به شکنجه خود اشاره می‌کند: «آنچه که باعث شد من امشب خودم خواهش کنم که بیایند این برنامه را ضبط کنند صحبتی است که از دو روز پیش شروع شده ولی شاید ده دقیقه قبل یک تلنگر سفتی به روح من خورد. می‌خواستم این صحبت را بکنم که این چیزهایی که در طول این مدت من نوشتم، همه رگه‌هایی از لجبازی شدید دارد و شدیداً پشیمانم از این کار.»
بعدها و پس از آزادی نسبی که در دوران اصلاحات پیش آمد، غلامحسین میرزاصالح و عزت‌الله سحابی و نیز سایر کسانی که در برنامه هویت فیلم‌های اعترافات آن‌ها پخش شده بود فرصتی یافتند تا فاش کنند که چگونه در طول مدت بازداشت‌شان و تحت چه فشارهای جسمی و روحی مجبور به اقرار و سخن گفتن علیه خود شده بودند. بسیاری از کسانی که در بازداشت‌گاه‌های وزارت اطلاعات شروع به اعتراف علیه خود و اعتقادات خود می‌کردند امیدوار بودند به این ترتیب از دست بازجویانی که اختیار جان و مرگ متهمان‌شان را در دست داشتند خلاصی یابند. تقریباً همه کسانی که فیلم و صدا و نوشته‌های اعترافات‌شان دربرنامه تلویزیونی هویت پخش شد، آزاد شدند؛ اما علی‌اکبر سعیدی سیرجانی این بخت را نداشت و در اسارت جان باخت.

## واکنش‌ها

### حسین شریعتمداری
حسین شریعتمداری از ستایش گران این برنامه بود. او در روزنامه کیهان می‌گوید «این برنامهٔ هویت از سوی صدا و سیما تهیه شده و در آن جمع زیادی از صاحب نظران سخن گفته بودند. در این برنامه پشت صحنه و هویت اصلی جریان‌های ضدانقلاب به‌طور مستند افشا شده بود که بنده این برنامه را یکی از برنامه‌های افتخارآمیز می‌دانم و البته کسانی که از هویت انقلابی خود پشیمان شده‌اند و امروزه با برخی از همان عوامل ضدانقلاب پالوده می‌خورند، طبیعی است که از این برنامه عصبانی باشند و این مشکل از استحاله شدن آنهاست.» بعدها مشخص شد که این برنامه تولید صدا و سیما نبوده و شخص حسین شریعتمداری به همراه سعید امامی از تولیدکنندگان برنامه بوده‌اند.

### علی لاریجانی
علی لاریجانی که در آن زمان ریاست صدا و سیما را بر عهده داشت به شدت از پخش این برنامه دفاع کرد. او در پاسخ به انتقادات از این برنامه گفت: «اولاً بحثی که ما در این مجموعه مطرح کردیم بر اساس توهین و تهدید نیست. ثانیاً بسیار از شخصیت‌های مطرح شده افراد مذهبی و اندیشمند نیستند هرچند ممکن است به آن تظاهر کنند. ثالثاً در مورد اینکه می‌گویند چرا به این افراد مجال صحبت داده نمی‌شود باید گفت مگر اینها تاکنون مجال صحبت نداشتند… یعنی این حضرات فکر می‌کنند ما اطلاع نداریم که از کدام سفارتخانه پول و سفارش نگارش مقاله می‌گیرند که این مطالب را بنویسند.» البته وی سال‌ها بعد و در بحبوحه انتخابات ریاست جمهوری ۱۴۰۰ در برابر این برنامه تغییر موضعی ۱۸۰ درجه‌ای داشت: «پخش برنامه هویت اشتباه بود، با اینکه مسئول بودم، مطلع نبودم و کار زیردستان بود. بعد با ساخت برنامه چهره‌های ماندگار، خواستم جبران کنم.»

### اکبر هاشمی‌رفسنجانی
اکبر هاشمی رفسنجانی که در آن زمان رئیس‌جمهوری ایران بوده می‌گوید گروهی در وزارت اطلاعات بدون اطلاع و رضایت وی دست به این اقدامات زده‌اند: «گویا اینهایی که این کارها را می‌کنند، خودشان زندان نبودند و نمی‌دانند زندان یعنی چه که افراد را مدت‌ها در زندان نگه می‌دارند. اگر زندان رفته بودند، این کارها را نمی‌کردند.» وی همچنین می‌گوید:
برنامه هویت را از تلویزیون دیدم و اصلاً خبر نداشتیم. شما از آقای شریعتمداری بپرسید که چه کسی به او گفته که آن برنامه را بسازد.

### نهضت آزادی ایران
نهضت آزادی ایران در مورد پخش این برنامه بیانیه‌ای صادر کرد. در این بیانیه آمده‌است: «این برنامه با هدف مخدوش ساختن هویت فرهنگی ملت مسلمان ایران و ملکوک کردن و هتک حرمت اندیشمندان مسلمان ملی و آن گروه از شخصیت‌های سیاسی و فرهنگی خدمتگزار ایران و اسلام، که در خارج از چارچوب‌های فکری حاکمیت می‌اندیشند، شکل گرفته و در بطن خود تبلیغ یک اندیشه و باور خطرناک به نسل بی‌اطلاع کنونی را می‌پرورد… مجریان پشت پرده هویت در صدا و سیما، در راستای امیال بیمارگونه خود و به‌منظور تلاش برای به اصطلاح بی‌آبرو کردن نهضت آزادی ایران، از شیوه‌ای استفاده می‌کنند که در تاریخ سیاسی جهان ابتکار آن به نام استالین و لاورنتی بریا ثبت شده‌است. در این برنامه از مصاحبه‌ای که در سال ۱۳۶۹، در دوره بازداشت غیرقانونی آقای مهندس عزت‌الله سحابی تهیه شده بود، سوءاستفاده کرده‌اند. مصاحبه‌ای که آقای مهندس سحابی در نامه سرگشاده به ریاست محترم جمهوری در رد آن، صریحاً اعلام کرده‌اند که: «مصاحبه کذایی در شرایط فشار شدید روح و روانی ضبط شده‌است و فاقد هر گونه اعتبار شرعی و قانونی و اجتماعی است.»

## کتاب هویت
انتشارات حیان چندی بعد از پخش این برنامه، متن آن را در قالب کتابی منتشر کرد. مهدی خزعلی مدیر این انتشارات در مقدمه کتاب نوشت: «هویت نقلی است مستند از صف آرایی بیگانگان. هویت هشداری است به سهل انگاران؛ و سخن ما در این برهه حساس که مقام معظم رهبری آن را شبیخون فرهنگی نامیدند جز ابلاغ رسالت نبود.» مهدی خزعلی در این کتاب بر تئوری توطئه «شبیخون فرهنگی» که تئوری محبوب علی خامنه‌ای است پافشاری می‌کند.
بعدها اما مهدی خزعلی ارتباط با سعید امامی را رد و در اظهاراتی انتشار کتاب هویت را توجیه کرد. به گفته رادیو فردا هیچ منبع مستقلی قادر به راستی‌آزمایی اظهارات بعدی خزعلی نیست.